# Ajami (film)
Ajami (in ebraico עג'מי‎?, ʻAg'ami, in arabo عجمي‎?, ʿAjamiyy) è un film del 2009 diretto, sceneggiato e montato da Iskandar Qubti e Yaron Shani.

## Riconoscimenti
- 2009 – Festival di Cannes
  - Menzione speciale alla Caméra d'or
- 2010 – Premio Oscar
  - Candidatura al miglior film straniero (Israele)